# Čebaki (pevnost)
Čebaki, též Sve Tach nebo Sve Tag (rusky Чебаки, chakasky Све-Тах) je pevnost z doby bronzové, která se nachází na hoře Sve Tach na pravém břehu řeky Černý Ijus (chakasky Хара-Ӱӱс, tj. Černá řeka) nedaleko obce Čebaki a vesnice Gajdarovsk v Širinském okrese Chakaské republiky Ruské federace.
Pevnost patří mezi asi 45 takzvaných sve v Chakasii, což je chakaské označení pro středověké i prehistorické pevnosti v této zemi, zpravidla vybudované na zdejších svědeckých vrších s využitím strmých skalnatých srázů, obklopujících temena těchto hor. Název hor a kopců „Sve Tag“, který v překladu znamená „pevnostní hora“, odpovídající zhruba českému termínu „hradní vrch“, je v Chakasii velmi častý – vyskytuje se tu nejméně 15 kopců s tímto názvem. Pevnost Čebaki spolu s „kamenným městečkem“ Čilanych Tag a pevností-svatyní Ustanach patří k nejlépe archeologicky probádaným pevnostem v Chakaské republice. 

## Popis pevnosti
Prostor vnitřního hradiště, označovaného též jako citadela, je obehnán dvěma řadami kamenných zdí, sestavenými z pískovcových desek. Vnější zeď, dosahující původně výšky 1,8 metru a dlouhá 210 metrů, odděluje přístup k pevnosti od sousedního návrší. Vnitřní zeď obklopuje uzavřený prostor citadely, v němž byly odkryty pozůstatky některých hospodářských a obytných budov, z nichž největší polozemnice má půdorys o rozměrech 4 x 15 metrů. 

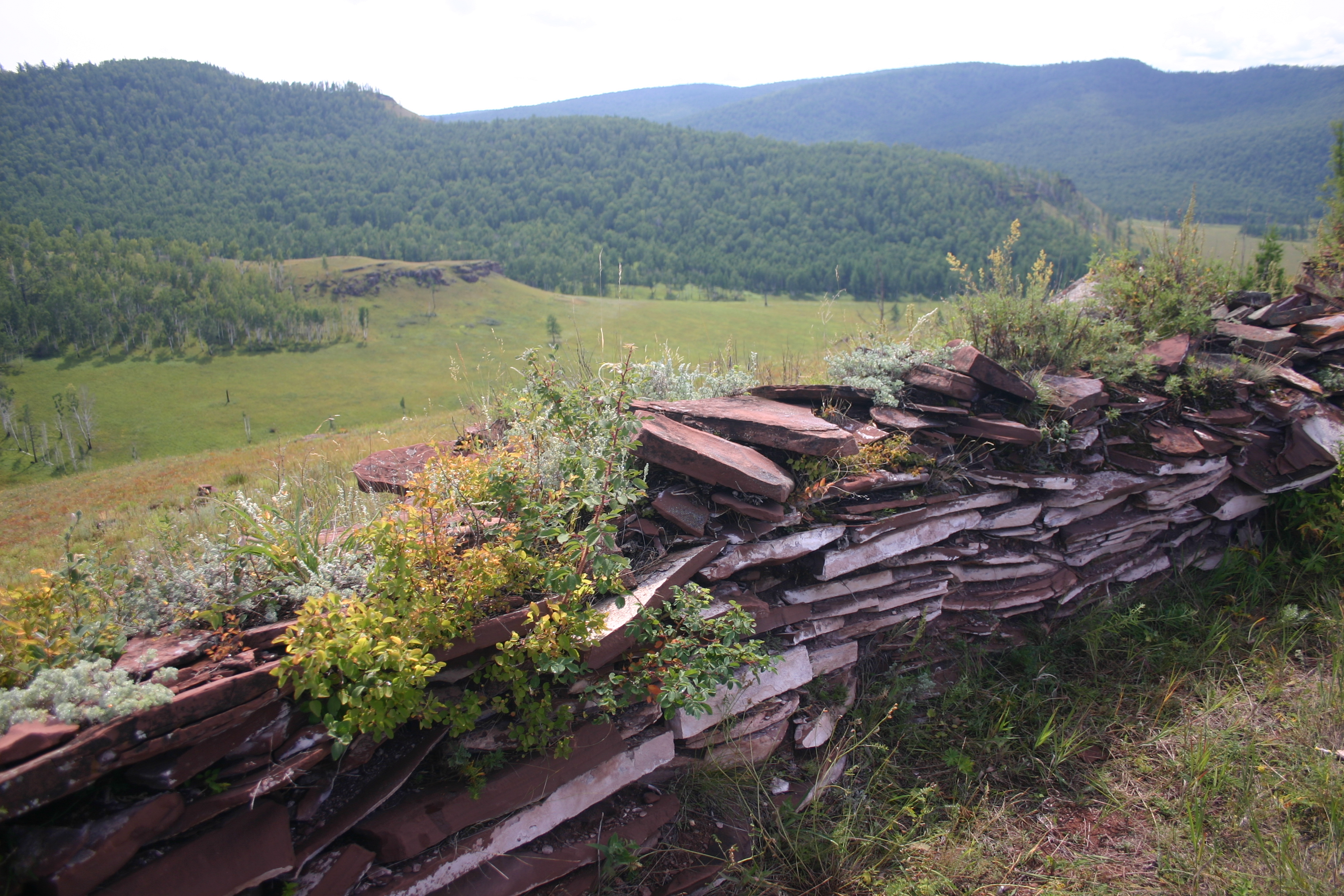
Hradby pevnosti Čebaki

Svažitý prostor mezi hradbami nebyl zřejmě nijak využíván. Pochybnosti o možnostech využití vnitřního hradiště k dlouhodobějšímu bydlení vzbudila skutečnost, že na hoře není žádný zdroj vody a během vykopávek se nenašly stopy ohnišť, přesto však z území pevností pochází množství archeologických nálezů.

## Archeologický průzkum

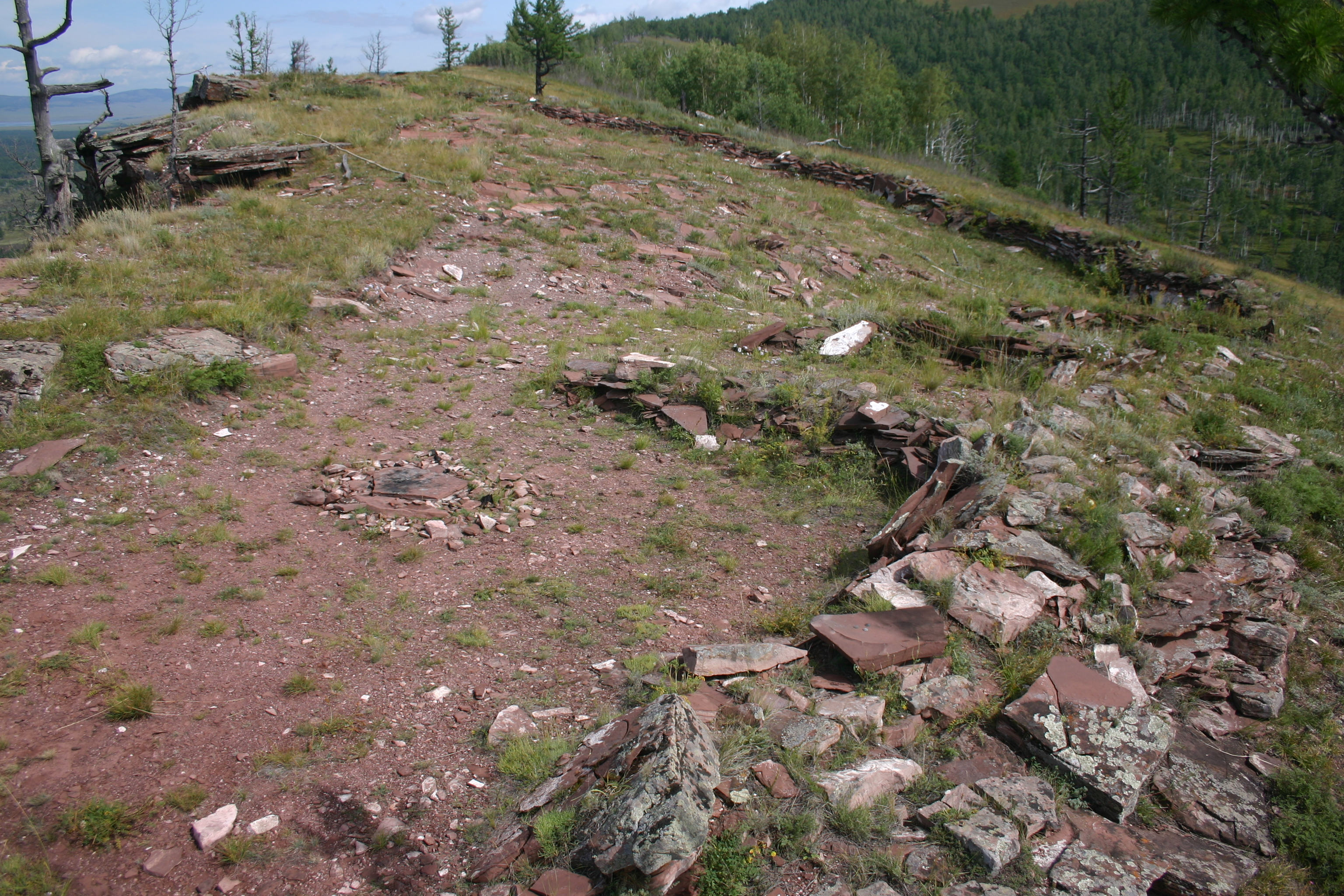
Vykopávky v prostoru citadely

Průzkumem pevnosti Čebaki a dalších sve se jako první v roce 1888 zabýval ruský etnograf, archeolog a geograf Dmitrij Alexandrovič Klemenc. Nejrozsáhlejší archeologický průzkum byl zahájen v roce 1989 a velmi intenzívně probíhal zejména v letech 1995 až 1997. Během vykopávek, které zahrnovaly plochu o rozloze 330 m² na temeni hory Sve Tach, byla objevena kulturní vrstva, dosahující mocnosti až 0,9 m. V nejspodnějších částech vrstvy bylo nalezeno množství keramických střepů z doby bronzové, náležejících k tzv. okuněvské a v menší míře také ke kamenoložské kultuře. Celkem bylo nalezeno 1304 fragmentů, pocházejících zpřiblibližně 69 nádob. Na lokalitě byly nalezeny také další předměty, jako kamenné hroty šípů, sekery a škrabky. Největší objem nálezů představovaly zvířecí kosti. Během vykopávek bylo nalezeno kolem 32 tisíc úlomků kostí jak divokých zvířat (srnec východní, jelen, los, kabar, bobr, liška, rys a různí ptáci), tak i domácích zvířat, jako jsou koně, ovce a krávy.